# Elmira (Missouri)
Pour les articles homonymes, voir Elmira.
Elmira est un village situé au nord du comté de Ray, dans le Missouri, aux États-Unis,. Il est fondé en 1887 et incorporé en 1921.

## Démographie
Lors du recensement de 2010, le village comptait une population de 50 habitants. Elle est estimée, en 2016, à 49 habitants.

### Source de la traduction
- (en) Cet article est partiellement ou en totalité issu de l’article de Wikipédia en anglais intitulé « Elmira, Missouri » (voir la liste des auteurs).